# Hannover CL.V
Hannover CL.V – niemiecki dwumiejscowy samolot myśliwski z okresu I wojny światowej.

## Historia
Oblatany wiosną 1918 roku dwupłatowiec myśliwski Hannover CL.V był rozwinięciem udanego samolotu Hannover CL.II. Nie wprowadzono poważniejszych zmian w konstrukcji - zmieniono tylko słupki łączące płaty z podwójnych na pojedyncze oraz wyposażono w ten sam silnik, co Fokker D.VII, dzięki  czemu samolot miał wysoką prędkością poziomą i wznoszenia oraz dobrą zwrotność dorównując Albatrosowi D.III. Istniały dwie odmiany różniące się usterzeniem – dwupłatowym adaptowanym z modelu CL.II i prostym z pojedynczym sterem i statecznikiem poziomym. Do końca wojny wyprodukowano tylko 46 maszyn, po rozejmie – dalsze 62 sztuki. Produkcję licencyjną tego samolotu rozpoczęła po wojnie Norwegia, budując 14 sztuk pod nazwą Kjeller FF7 Hauk.

## Służba w lotnictwie polskim

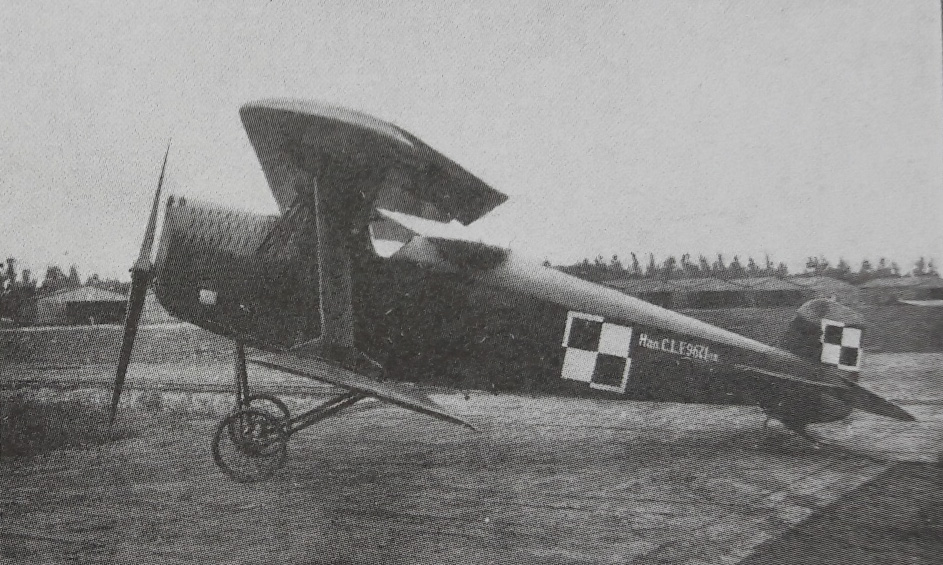
Hannover CL.V w polskim lotnictwie

W połowie maja 1919 roku jeden egzemplarz samolotu został „przemycony” z Prus Wschodnich do Polski. Dotarł lotem do Ciechanowa, gdzie dokonano odbioru technicznego. Był to egzemplarz z późniejszych serii produkcyjnych, wyposażony w silnik Mercedes D.III o mocy 160 KM. Samolot był wyposażony do standardu wielozadaniowego – posiadał 2 stałe karabiny maszynowe pilota, radiostację i stały aparat fotograficzny zamontowany w luku bombowym. Samolot został skierowany na przegląd do Centralnych Zakładów Lotniczych, podczas którego wymieniono w nim silnik na inny egzemplarz oraz zdemontowano radiostację i karabiny maszynowe pilota. Maszyna została skierowana do eksploatacji w Oficerskiej Szkole Obserwatorów Lotniczych. W marcu 1920 roku, w związku z potrzebami jednostek frontowych, samolot został przydzielony 9. eskadrze wywiadowczej. Podczas próbnego lotu 1 kwietnia 1920 roku, na lotnisku mokotowskim, samolot został uszkodzony i skierowany do CWL na naprawę oraz montaż uzbrojenia. Prace zostały zakończone 10 września i został przydzielony 12. eskadrze wywiadowczej, gdzie wykonał ok. 50 lotów bojowych, głównie wywiadowczych. Intensywne użytkowanie wykazało szereg wad konstrukcji, niemożliwych do usunięcia w warunkach polowych. 12 października samolot zdjęto ze stanu 12. ew i przesłano do Stacji Lotniczej Ławica. Tam został poddany ocenie, uznany za nieprzydatny do dalsze służby i skasowany.

## Opis konstrukcji
Był to dwumiejscowy dwupłat konstrukcji drewnianej. Kadłub skorupowy pokryty sklejką formowaną na gorąco, aluminiowa osłona silnika. Chłodnica czołowa. Skrzydła dwudźwigarowe, połączone słupkami, pokryte płótnem. Lotki skompensowane, na górnym płacie. Uzbrojenie: 2 stałe zsynchronizowane karabiny maszynowe Spandau lMG 08/15 7,92 mm umieszczone na grzbiecie kadłuba z zapasem 500 naboi na k.m. oraz jeden ruchomy km Parabellum 7,92 mm na obrotnicy.